# Unaysaurus
 Unaysaurus tolentinoi  ist einer der ältesten bekannten Dinosaurier. Die fossilen Reste dieses pflanzenfressenden Vertreters aus der Gruppe der Plateosauria wurde in den Sedimenten der Obertrias (Norium) Brasiliens gefunden. Einzige beschriebene Art ist Unaysaurus tolentinoi.
Paläontologen stellten Anfang Dezember 2004 im Nationalmuseum in Rio de Janeiro die Nachbildung des etwa 228 bis 208 Millionen Jahre alten Unaysaurus tolentinoi vor. Der sehr gut erhaltene Schädel und andere Überreste des Unaysaurus tolentinoi wurden 1998 durch Zufall von dem Rentner Tolentino Marafiga bei einem Spaziergang nahe der Stadt Santa Maria im brasilianischen Bundesstaat Rio Grande do Sul entdeckt.
Der Dinosaurier war einer der ersten Pflanzenfresser auf der Erde, der auf zwei Beinen lief. Er war etwa 70 kg schwer, 2,5 m lang und bis zu 80 cm hoch. Er war eng mit dem europäischen Plateosaurus verwandt. Diese Verwandtschaft stützt die Theorie einer einstmals alle Kontinente umfassenden Landmasse, die als Pangaea bezeichnet wird.
Der Name Unaysaurus leitet sich von dem Wort „unay“ (u-na-hie) aus der Sprache der Tupi ab, das „schwarzes Wasser“ bedeutet. Unay ist der indianische Name für die Region, in der das Fossil gefunden wurde, der moderne portugiesische Name „Agua Negra“ bedeutet dasselbe.